# John River
Der John River ist ein 110 km langer rechter Nebenfluss des Koyukuk River im Interior des US-Bundesstaats Alaska.

## Flusslauf
Er entspringt am Anaktuvuk Pass in der Brookskette, fließt südwärts und mündet nahe dem Polarkreis in den Koyukuk River.
Der John River fließt am Oberlauf in der Brookskette durch breite, von Gletschern geformte Täler. Im Tiefland am Unterlauf begrenzen über weite Strecken Steilufer das Flussbett.

## Geschichte
Archäologische Funde belegen eine weit zurückreichende Nutzung des Anaktuvuk Passes durch Ureinwohner Alaskas.

## Natur und Naturschutz
Die Karibu-Herde Arctic nutzt das Tal des Flusses auf ihren Wanderungen. Die Tragant-Art William's Milk Vetch kommt nur in dieser Region vor.
Der 84 Kilometer lange Teil des John Rivers im Gates-of-the-Arctic-Nationalpark wurde 1980 durch den Alaska National Interest Lands Conservation Act als National Wild and Scenic River unter der Verwaltung des National Park Service ausgewiesen.